# 오상엽
오상엽(1994년 9월 29일 ~ )은 전 KBO 리그 KIA 타이거즈의 내야수이다.

## LG 트윈스시절
2013년 신인 드래프트에서 7라운드로 입단하였다.
2016년에 현역으로 군 복무를 마치고 복귀했으며, 2017년 스프링캠프 명단에 포함되었다.
그러나 2017 시즌에는 한번도 1군에 올라오지 못했으며, 시즌 후 보류선수 명단에서 제외되었다.

## KIA 타이거즈시절
2018년에 입단하였다. 그러나 2018년 10월 19일에 방출되었다.

## 출신 학교
- 인천동막초등학교
- 재능중학교
- 제물포고등학교

## 수상
- 2010 미추홀기 전국 고교 야구 대회 타격 2위
- 2011 고교 야구 주말 리그(동일권) 수훈상
- 2012 고교 야구 주말 리그(동일권) 도루상, 타격상, 최우수 선수상